# Peter Scolari
Peter Scolari (ur. 12 września 1955 w New Rochelle, zm. 22 października 2021 w Nowym Jorku) – amerykański aktor. Występował w roli Michaela Harrisa w Newhart (1984–1990) i Henry’ego Desmonda w Bosom Buddies (1980–1982). Otrzymał trzy nominacje do nagrody Emmy za rolę w serialu Newhart i zdobył nagrodę Primetime Emmy dla najlepszego aktora drugoplanowego w serialu komediowym za rolę Tada Horvatha w Dziewczynach (2016).

## Życiorys
Urodził się 12 września 1955 w New Rochelle w stanie Nowy Jork. Opisał swojego ojca jako agresywnego, „wściekłego człowieka”, a matkę jako alkoholiczkę, a ich małżeństwo jako burzliwe. „Zostali razem dla dzieci, a także dlatego, że byli w sobie beznadziejnie zakochani, ale byli całkowicie niekompatybilni” – powiedział w wywiadzie dla Toronto Star.
Był trzykrotnie żonaty: z Debrą Steagal, a później z aktorką Cathy Trien, z którą miał dwoje dzieci. W 2013 poślubił długoletnią partnerkę Tracy Shayne.
Cierpiał na chorobę afektywną dwubiegunową. Zmarł na białaczkę na Manhattanie 22 października 2021. Chorobę zdiagnozowano u niego dwa lata wcześniej.
Był także żonglerem i od czasu do czasu prezentował swoje talenty w telewizji, na przykład w Circus of the Stars z 1982 roku i w różnych programach typu talk show.